# 후텐마 기지 이전 문제
후텐마 기지 이전 문제(영어: Relocation of Marine Corps Air Station Futenma) 또는 후텐마 기지 이설 문제(일본어: 普天間基地移設問題 후텐마키치이세쯔몬다이[*])는 오키나와현 기노완시에 있는 주일 미국 해병대의 후텐마 비행장의 폐쇄와 이전을 둘러싸고 1995년부터 진행중인 관련된 사건들을 말한다.

## 배경

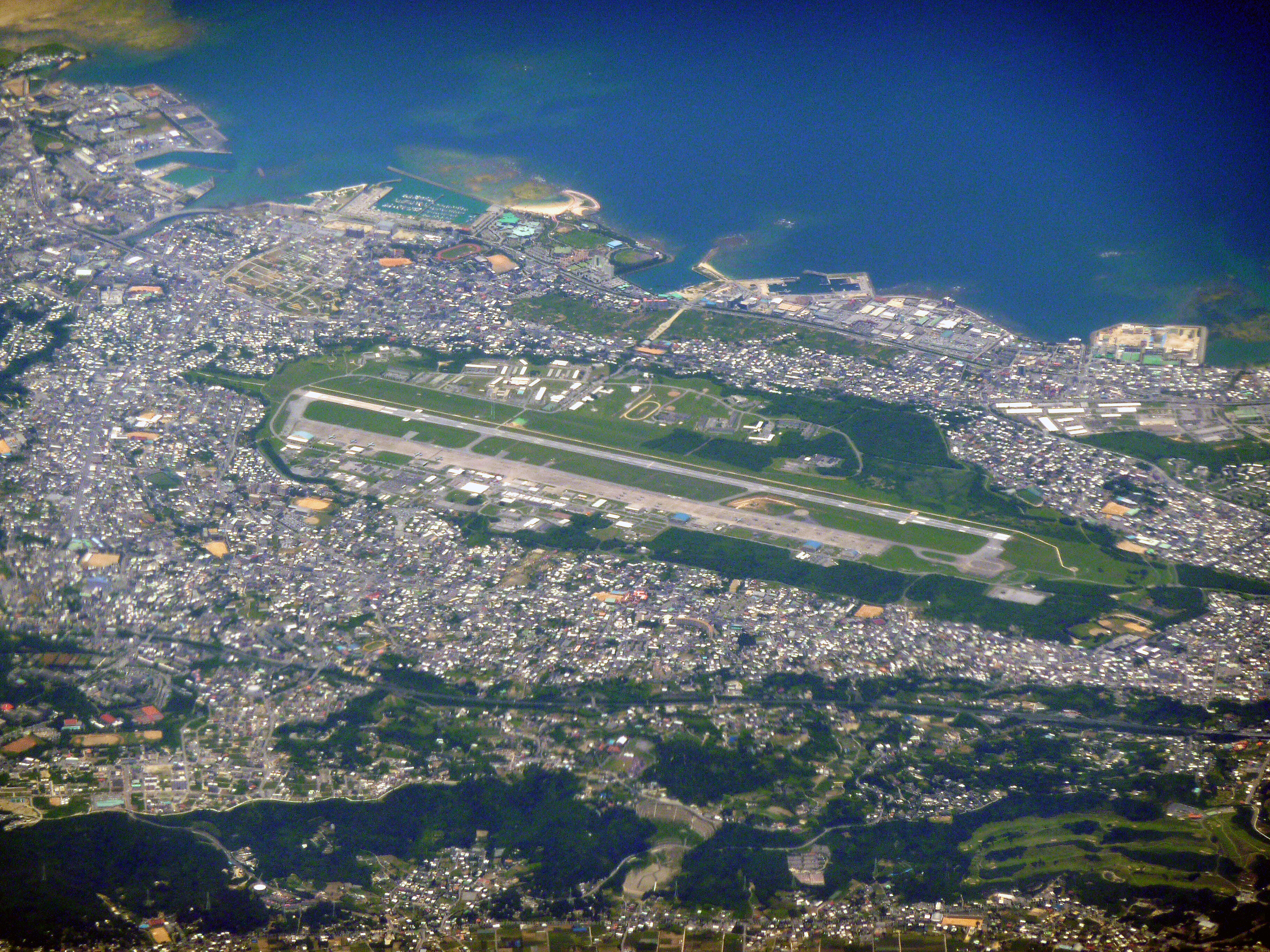
2010년 당시의 후텐마 비행장

1995년에 주일 미군이 소학교의 여학생을 납치 및 집단 성폭행한 사건이 발생하자, 오키나와 지역 사회에서는 후텐마 비행장의 반환 및 미군 기지를 반대하는 시위 운동이 일어났다.
2004년에 훈련중이던 주일 미군 소속의 헬리콥터가 오키나와 국제대학에 추락하였고, 그 결과로서 후텐마 비행장의 반환 운동 및 미군 기지 반대 운동은 다시 거세졌다.

## 같이 보기
- 나고시
- 듀공